# Лазанья (Кипр)

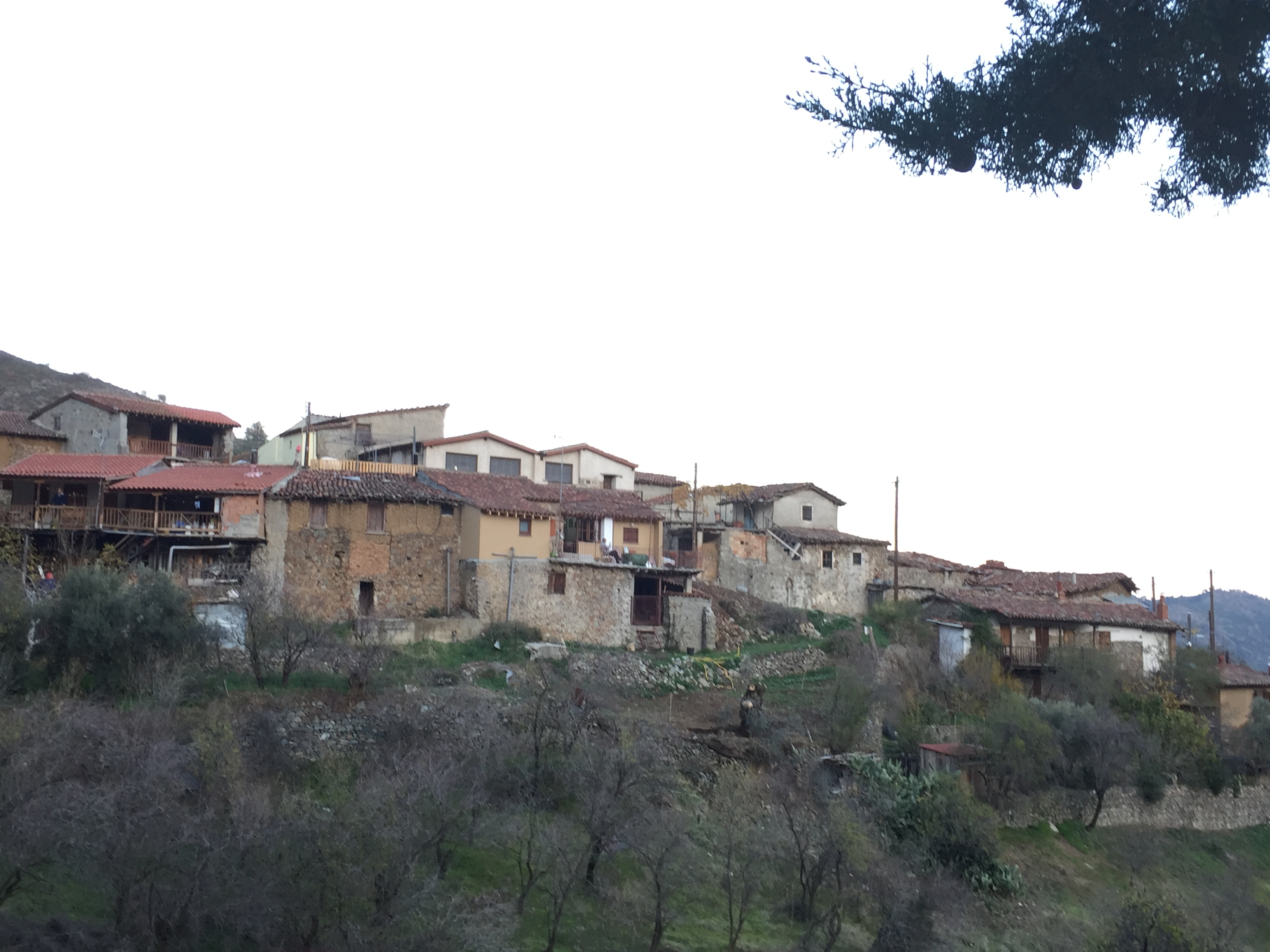
Вид на деревню Лазанья

Лазанья (греч. Λαζανιάς или Λαζανιά; тур. Lazanya) — деревня на территории Кипра, на юго западе от столицы государства, Никосии, на высоте 900 метров над уровнем моря, прямо напротив монастыря Махерас.

## История
Образование и развитие деревни связано с постройкой монастыря Махерас в 1160 году. Монахи монастыря, Игнатий и Прокопий, под патронажем императора Кипра Мануилом Первым Комнином, начали развивать несколько окрестных деревень, так как монастырь получил привилегии на них. Некоторые монахи монастыря были выходцами из деревни Лазанья, как и епископ Анфимос Китийский.
С 1192 года на Кипре начался период франкократии, и по распоряжению Лузиньянов все привилегии монастыря были аннулированы, что привело к отрицательной реакции православного населения и монастыря в частности, и правительство было вынуждено казнить 13 монахов.
Название деревня получила вскоре после этих событий, на кипрский лад переиначив фамилию Лузиньян. Были обнаружены руины, которые, скорее всего остались после дворца или загородной резиденции Лузиньянов, и даже, недалеко от деревни Гурри, несколько захоронений. Сейчас от этих руин не осталось и следа, скорее всего, все камни были использованы для более поздних построек.

## Достопримечательности
В деревне есть церковь св. Георгия, которая была построена в 1811-15 годах монахами монастыря на месте старой маленькой часовенки. В росписи церкви участвовал мученик архиепископ Киприан, о чём свидетельствует подпись на иконе Богоматери Одигитрии. Первоначально крыша церкви была плоской, и только в 1855 году она приняла сегодняшний вид.

## Население
В деревне, по данным 2011 года, проживает один человек. В настоящее время в деревне работает один ресторан, в котором обслуживаются посетители монастыря Махерас и близлежащих деревень. Деревня является местом для прогулок любителей фотографии и старого доброго Кипра.